# Cephalotes ventriosus
Cephalotes ventriosus é uma espécie de inseto do gênero Cephalotes, pertencente à família Formicidae.